# Station Frankfurter Allee
Frankfurter Allee is een station van de S-Bahn van Berlijn, gelegen aan de gelijknamige boulevard op de grens van de stadsdelen Friedrichshain en Lichtenberg. Het S-Bahnstation werd in gebruik genomen op 1 mei 1872 en ligt aan de Ringbahn, een ringspoorweg om het centrum van Berlijn. Het gelijknamige metrostation Frankfurter Allee werd geopend op 21 december 1930 en maakt deel uit van lijn U5.
Beide stations zijn niet rechtstreeks met elkaar verbonden, maar de ingangen liggen op minder dan 100 meter afstand van elkaar. Overstappende reizigers moeten een korte wandeling maken door een voetgangersstraat langs een van de gebouwen van het winkelcentrum Ring Center. Aan de kruising Frankfurter Allee/Möllendorffstraße, bij de oostelijke uitgangen van het metrostation, kan overgestapt worden op de tramlijnen M13 en 16.
In 1950 werd de Frankfurter Allee naar aanleiding van de 70e verjaardag van Jozef Stalin omgedoopt in Stalinallee. De naamswijziging betrof ook het metrostation; de oude naam keerde echter alweer terug in 1961.

## S-Bahnstation
In 1867 begon de aanleg van een nieuwe spoorlijn ten oosten van het Berlijnse stadscentrum, die een aantal reeds bestaande kopstations met elkaar moest verbinden. In 1871 kwam de halve ringlijn gereed tussen de huidige stations Westhafen en Schöneberg, waar een aansluiting richting het Potsdamer Bahnhof werd gecreëerd. De lijn werd zowel gebruikt voor goederenvervoer als door stadstreinen, alles uiteraard met stoomtractie. Op 1 mei 1872 kwam ten noorden van de kruising van de Ringbahn met de Frankfurter Allee het station Friedrichsberg in dienst. Vijf jaar later kwam ook het westelijke deel van de ring gereed.

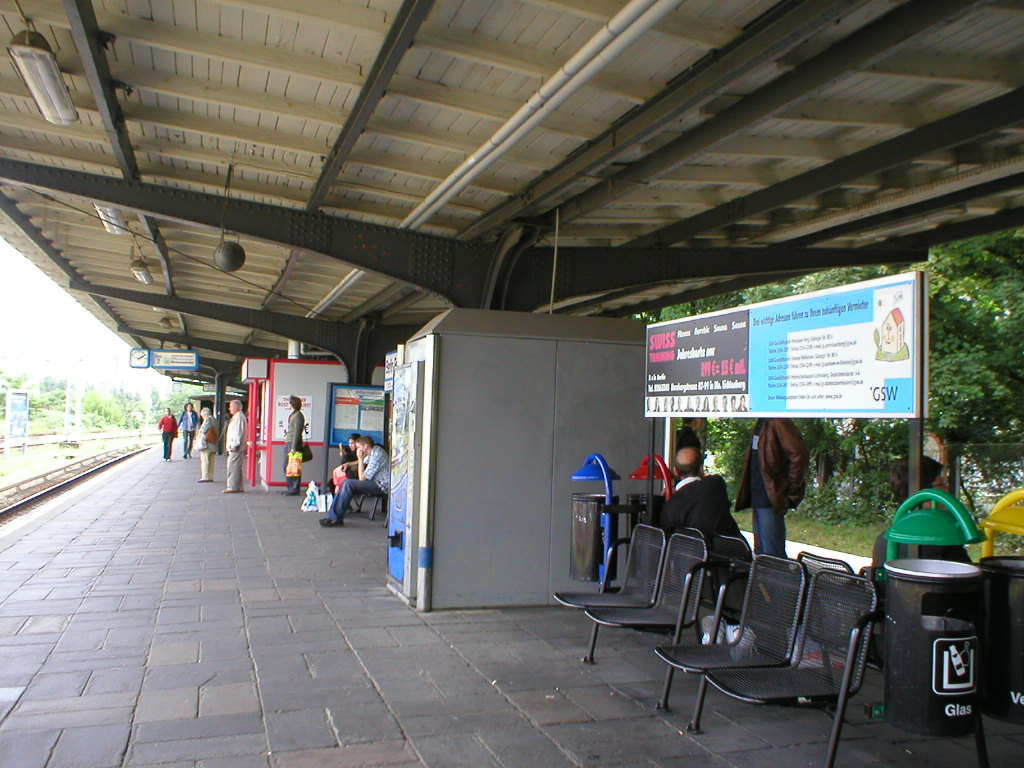
Perron aan de Ringbahn

Rond 1890 verrees op de plaats van station Friedrichsberg een nieuw station Frankfurter Allee, dat tot op heden bestaat. Naast de sporen werd een bakstenen stationsgebouw opgetrokken, dat tegenwoordig een beschermd monument is.
Aan het einde van de jaren 1920 werd het spoorviaduct over de Frankfurter Allee in het kader van de bouw van metrolijn E (de huidige U5) vervangen. Er bestonden plannen om een directe verbinding met het nieuwe metrostation te creëren, bijvoorbeeld door het Ringbahnstation naar het zuiden te verplaatsen, maar deze plannen vonden geen doorgang. In dezelfde periode werd de Ringbahn geëlektrificeerd en op 1 februari 1929 reden de eerste elektrische treinen op de lijn, die in 1930 opging in het nieuwe S-Bahnnet. Tegenwoordig wordt station Frankfurter Allee bediend door de lijnen S41 (ring met de klok mee), S42 (tegen de klok in), S8 (Birkenwerder - Wildau) en S85 (Pankow - Grünau).

Aan het begin van de jaren 70 van de 20e eeuw legde men ten oosten van station Frankfurter Allee, parallel aan de ringsporen, een containerstation aan. In december 1999 werd het gesloten. In 1995-1998 ontstond aan weerszijden van het S-Bahnstation het Ring-Center, een grootschalig winkelcentrum.